# Сапарево
Сапарево е село в Западна България. То се намира в община Сапарева баня, област Кюстендил.

## География
Село Сапарево се намира в планински район, в подножието на северните склонове на Рила. То се намира в близост до град Сапарева баня. По време на османското владичество горещата вода се появила първо в близост до с. Сапарево (до параклиса „Св. Петър“), но заради появата на турски войски в Сапарева баня (тогавашна Германея), възрастните хора запушили извора с минералната вода от страх от нашествие. Впоследствие минералната вода изригнала в Сапарева баня.

## История
За село Сапарево е най-старото сведение за учители и учебно дело в Кюстендилска област – от времето на нашето Възраждане. Отбелязано е на амвонната стена на черквата „Св. Никола“ в с. Сапарево през 1735 г.
От селото са и първите мелиоратори в България – хаджи Иван Велков, Петре Пугьов и Митьо Бонджилов, под чието ръководство се строи 14-километровата Сапаревска вада, по която се насочва част от водите на Черни Искър към басейна на Струма.
За първи път в Дупнишко, в село Сапарево се създава еснафско взаимоспомагателно сдружение, през 1864 г. През същата година се построява и най-голямата черква за времето в Горно поле „Св. Богородица“.

## Население
Численост и дял на етническите групи според преброяването на населението през 2011 г.:
|                     | Численост | Дял (в %) |
| Общо                | 1322      | 100,00    |
| Българи             | 1251      | 94,62     |
| Турци               | 0         | 0,00      |
| Цигани              | 0         | 0,00      |
| Други               | 0         | 0,00      |
| Не се самоопределят | 0         | 0,00      |
| Неотговорили        | 69        | 5,21      |

## Културни и природни забележителности
- Средновековна църква „Свети Никола“. Намира се в старото селско гробище на село Сапарево. След пожар през 1950 г. от нея е оцеляла само източната стена и апсидата. Малкото по обем запазени части от сградата и нейната стенопис, показват, че гробищната църква в село Сапарево принадлежи към прочутите църкви от Западна България. Паметник от национално значение.

- Средновековна църква „Свети Архангел Михаил“ и Сапаревски манастир „Свети Архангел Михаил“. Намира се на около 1,5 км югоизточно от селото, в долината на малък поток, в гънките на Рила. Построена е през втората половина на XV в. от който строителен период са оцелели само южната и част от източната стена. Възстановена е през 1863 г. Запазени са част от средновековни стенописи от XV и XVI век. Църквата е манастирообразуващ фактор – през 1997 г. около църквата са изградени нови постройки, камбанария и масивна ограда, които заедно с църквата оформят манастирския комплекс на едноименния манастир. Манастирът не е действащ.

- Възрожденска църква „Успение Богородично“. Представлява умален вид на църквата в Рилския манастир. В изографисването и при изработването на дърворезбата художникът и майсторът-резбар също са се стремили да подражават на образци от Рилската обител. Строена е в периода 1861–1864 г. На мястото ѝ в началото на 19 век имало само един каменен кръст, което подсказва, че там се е намирало старо оброчище. Църквата е изградена по инициатива на Костадин Грахльов, който бил най-бедният човек в селото. Подтик към това му дало съновидение, в което му се явила Богородица и му казала да построи църква. Пак по такъв чуден начин му било подсказано къде да копае, за да намери необходимите за строежа пари. Котелът, в който, както твърдят, бедният човек намерил заровените златни пари, и до днес се пази като реликва в църквата. За строежа били наети майстори от Трън, прочути със своите строителни умения, а за украсата бил поканен дърворезбар и иконописец от Банско-Разложката школа. Църквата е най-голямата в общината и е изключително красива. Четирите колони, крепящи централния купол, са увенчани с позлатени образи.

- Параклис „Свети свети Петър и Павел“. Намира се на около 1,5 км от селото – от дясната страна на шосето Дупница-Самоков.
- Параклис „Свети Георги“. Намира се на около 2 км от селото от ляво на шосето – Дупница-Самоков.
- Параклис „Света Троица“. Намира се на около 2 км югоизточно от селото – в близост до манастира „Св.Архангел Михаил“ – от другата страна на потока.
- Параклис „Свети Илия“.

## Редовни събития
- Всяка година на 15 август /Успение Богородично/ има събор в центъра на селото, съпроводен от голям курбан, танци и веселие с местните и гости от съседните села.
- Курбани в селото правят край едноименните параклиси също на Гергьовден,  Илинден, Архангеловден и Петровден.

## Галерия
- Изгледи от село Сапарево
- Изглед от с. Сапарево
- Църквата „Успение Богородично“
- Стара къща с. Сапарево
- Изглед от с. Сапарево